# Березоворудський заказник
Березовору́дський заказник — гідрологічний заказник місцевого значення в Україні. Один з об'єктів природно-заповідного фонду Полтавської області. Входить до складу території національного природного парку «Пирятинський».

## Розташування
Розташований біля села Березова Рудка, в Лубенському районі Полтавської області. Перебуває у віданні Березоворудського державного аграрного технікуму Полтавської державної аграрної академії.

## Історія
Обстежувався: Т.Л Андрієнко, О. М. Байрак, Н. О. Стецюк у 1996 році; Н. О. Стецюк, М. В. Слюсарем у 2008 році.
Охороняється згідно з рішенням виконавчого комітету Полтавської обласної ради народних депутатів № 74 від 17.04.1992 року. 

## Мета
Створений з метою збереження екосистеми штучно створеної водойми із багатим тваринним світом, подальше поліпшення заповідної справи в Полтавській області, збереження цінних природних, ландшафтних комплексів, об'єктів тваринного і рослинного світу.

## Значення
Стабілізатор клімату, регулятор ґрунтових вод. Виконує екологічні, рекреаційні функції. Місце відпочинку жителів села.

## Загальна характеристика
Площа 150 га. 
Посеред заказника виявлені водойми з відкритими плесами. Береги зайняті ценозами очерету звичайного, рогозів вузьколистого та широколистого, куги озерної, лепешняку великого, іншим типовим гідрофільним різнотрав'ям. На мілководдях поширена водна рослинність. Периферійні ділянки заказника зайняті лучно-болотними угрупованнями.

## Флора
Флора нараховує близько 400 видів. Серед рослинного різноманіття трапляються рідкісні. До Червоної книги України занесена сальвінія плаваюча. До регіонального списку включені: валеріана висока, оман високий.

## Фауна
Досить широко представлений фауністичний комплекс. Види тварин, занесені до Червоної книги України: лунь польовий, журавель сірий, кульон великий (кроншнеп великий), сорокопуд сірий, сиворакша, видра, горностай. До регіонального списку включені: чапля велика біла, чапля біла мала, широконіска, шилохвіст, шуліка чорний, лунь лучний, боривітер звичайний, кібчик, куріпка сіра, дупель, мородунка, турухтан, вальдшнеп, веретенник великий, крячок білощокий, крячок світлокрилий, щеврик лучний, кропивник, чиж, просянка, вуж водяний, часничниця звичайна, тритон гребінчастий. 
Місце гніздування та перебування під час міграцій птахів біляводного фауністичного комплексу.

## Галерея

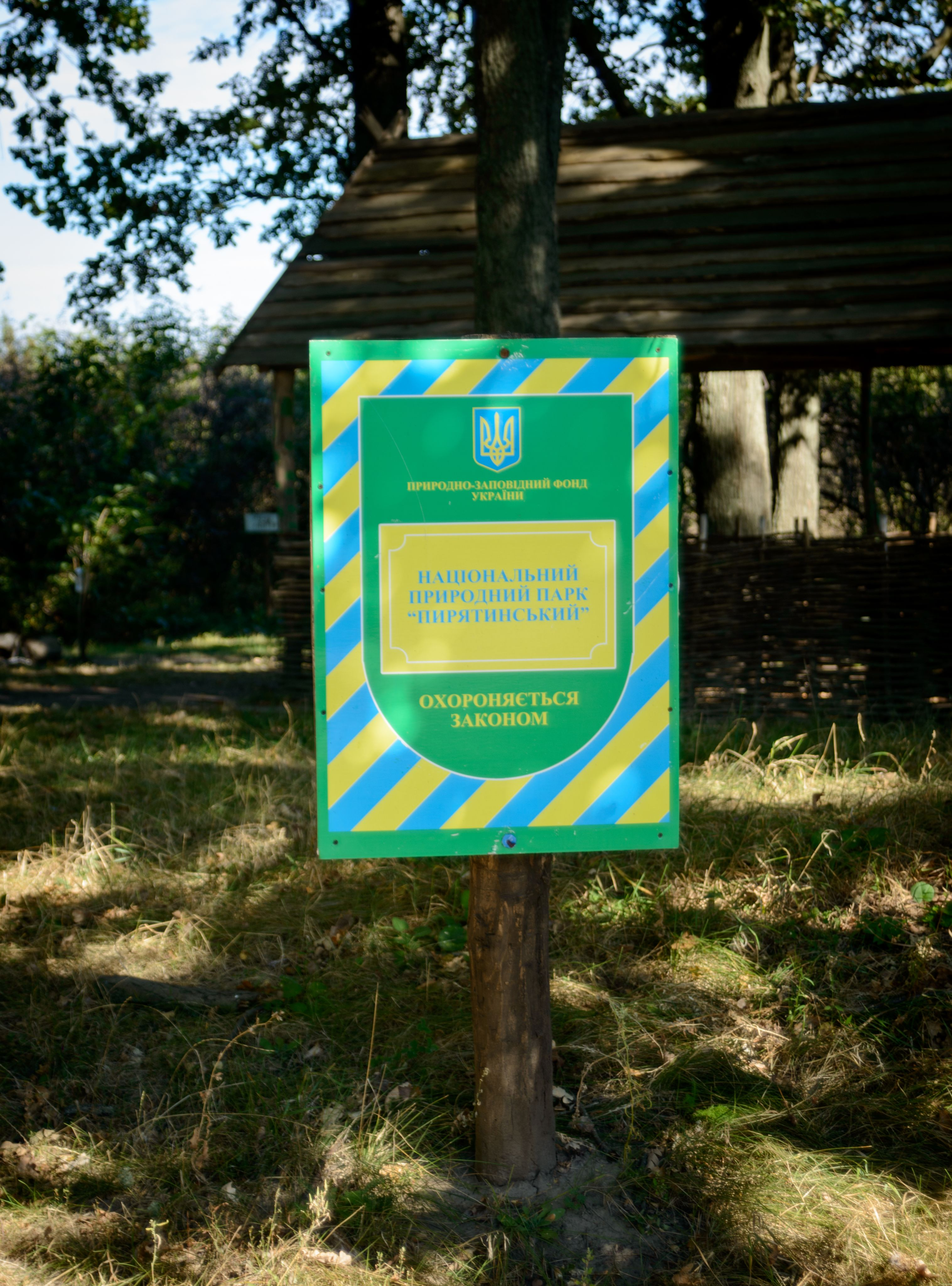
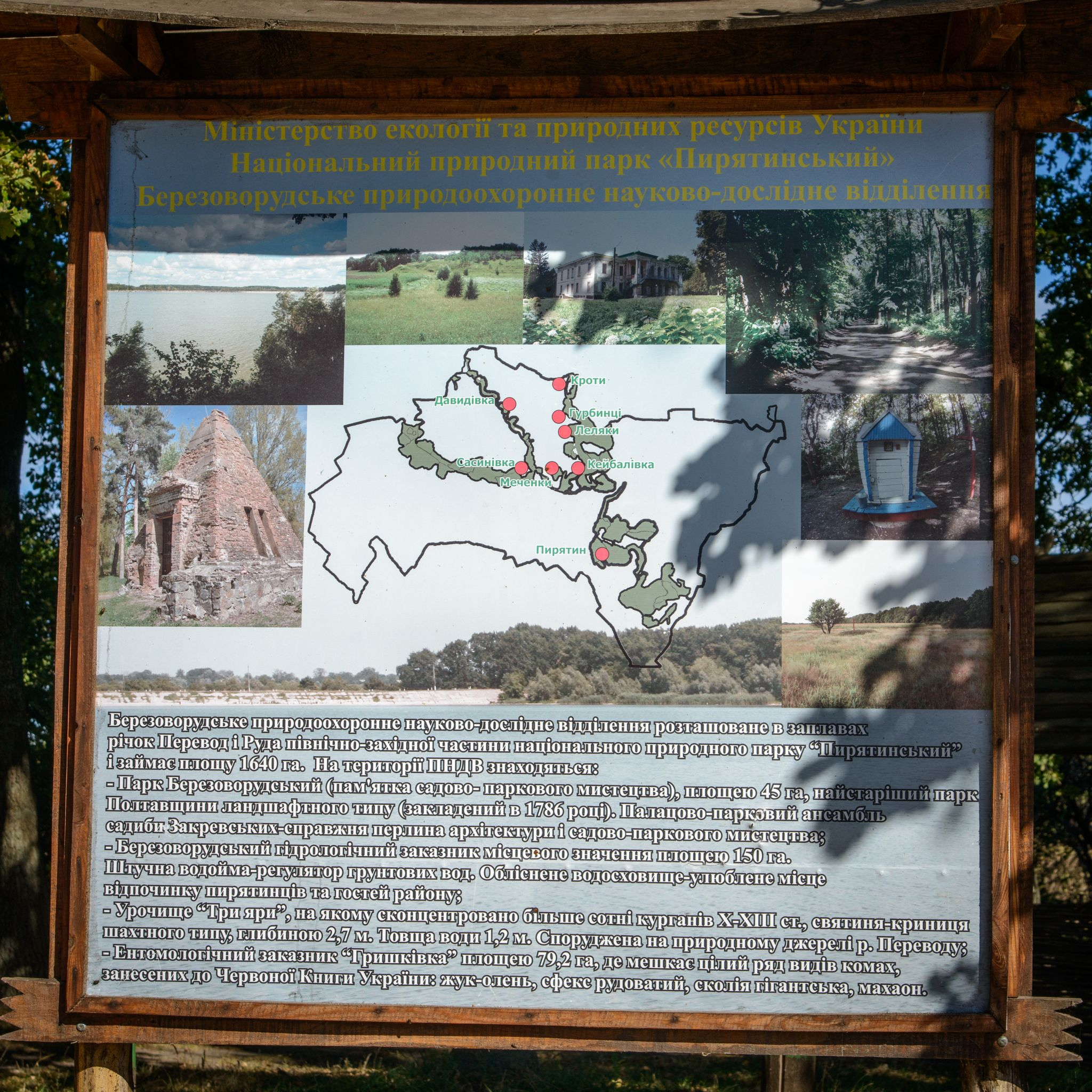
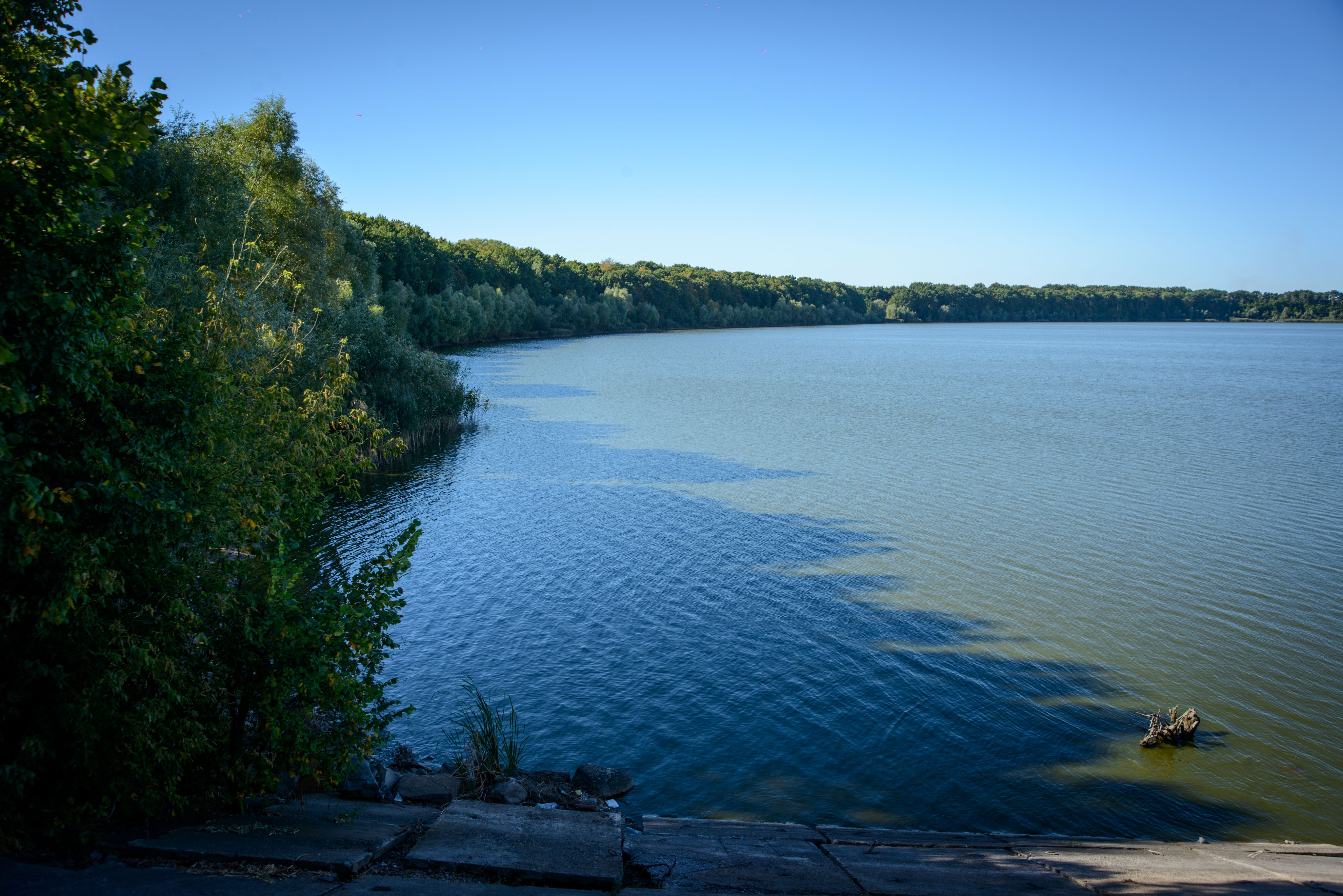
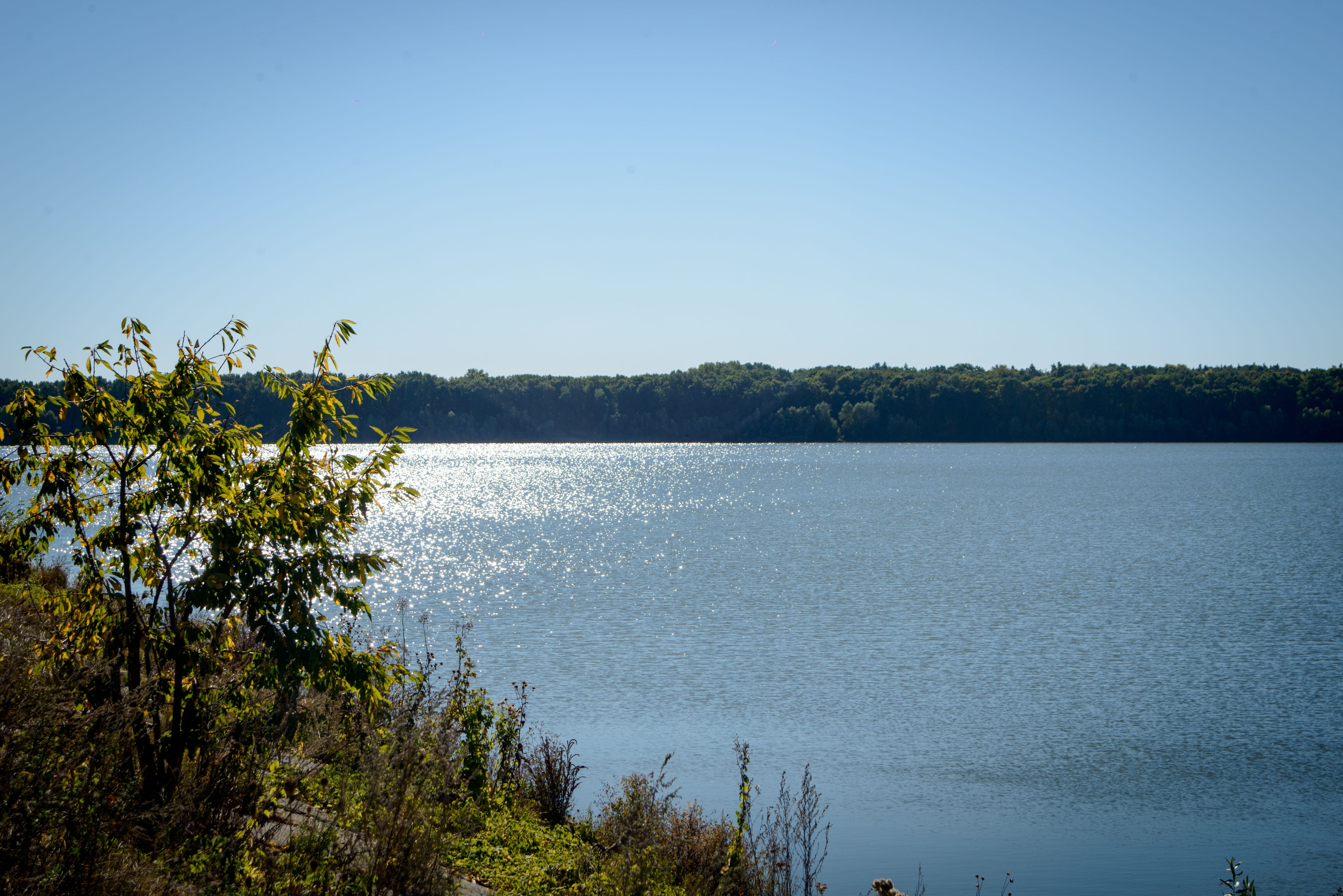
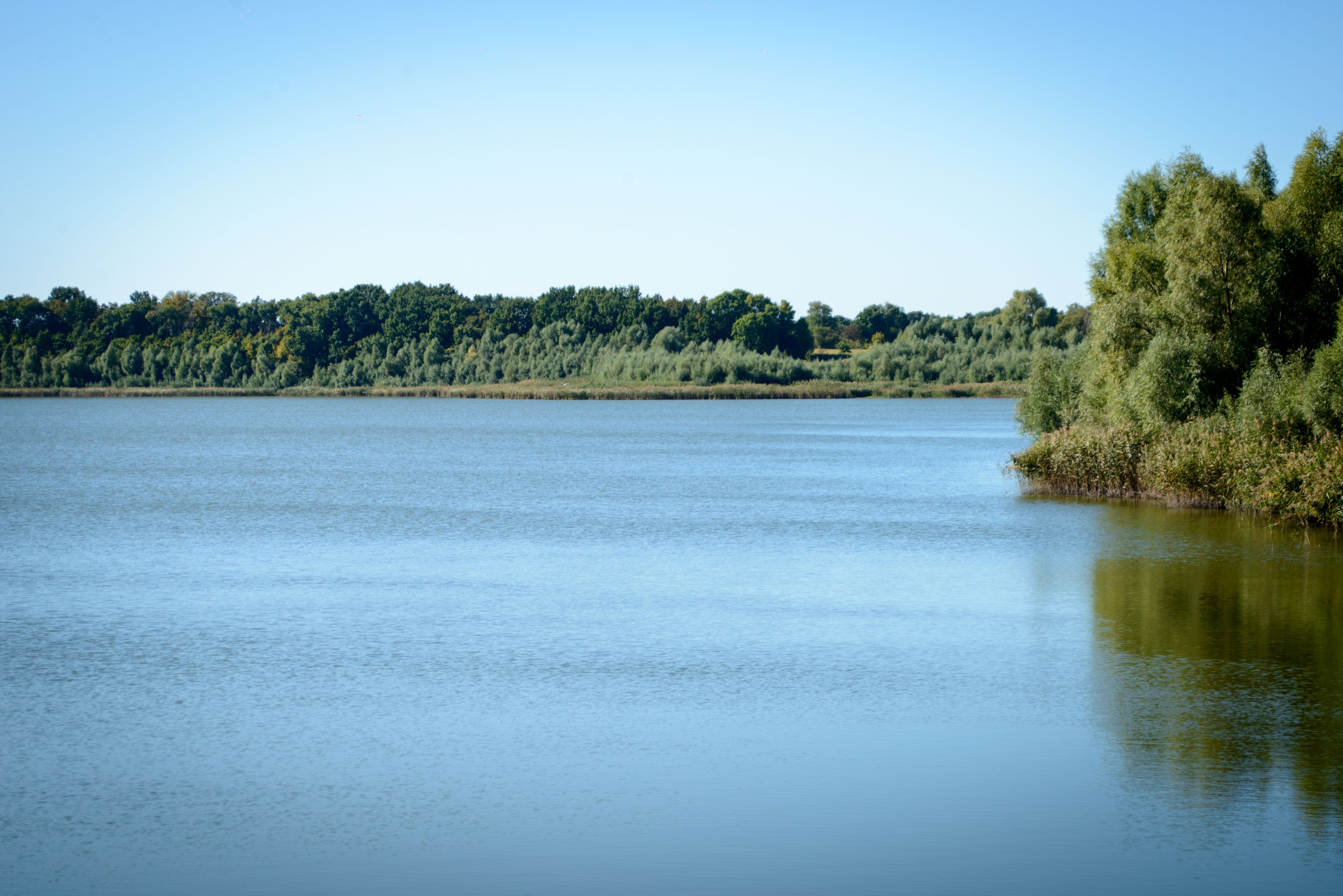
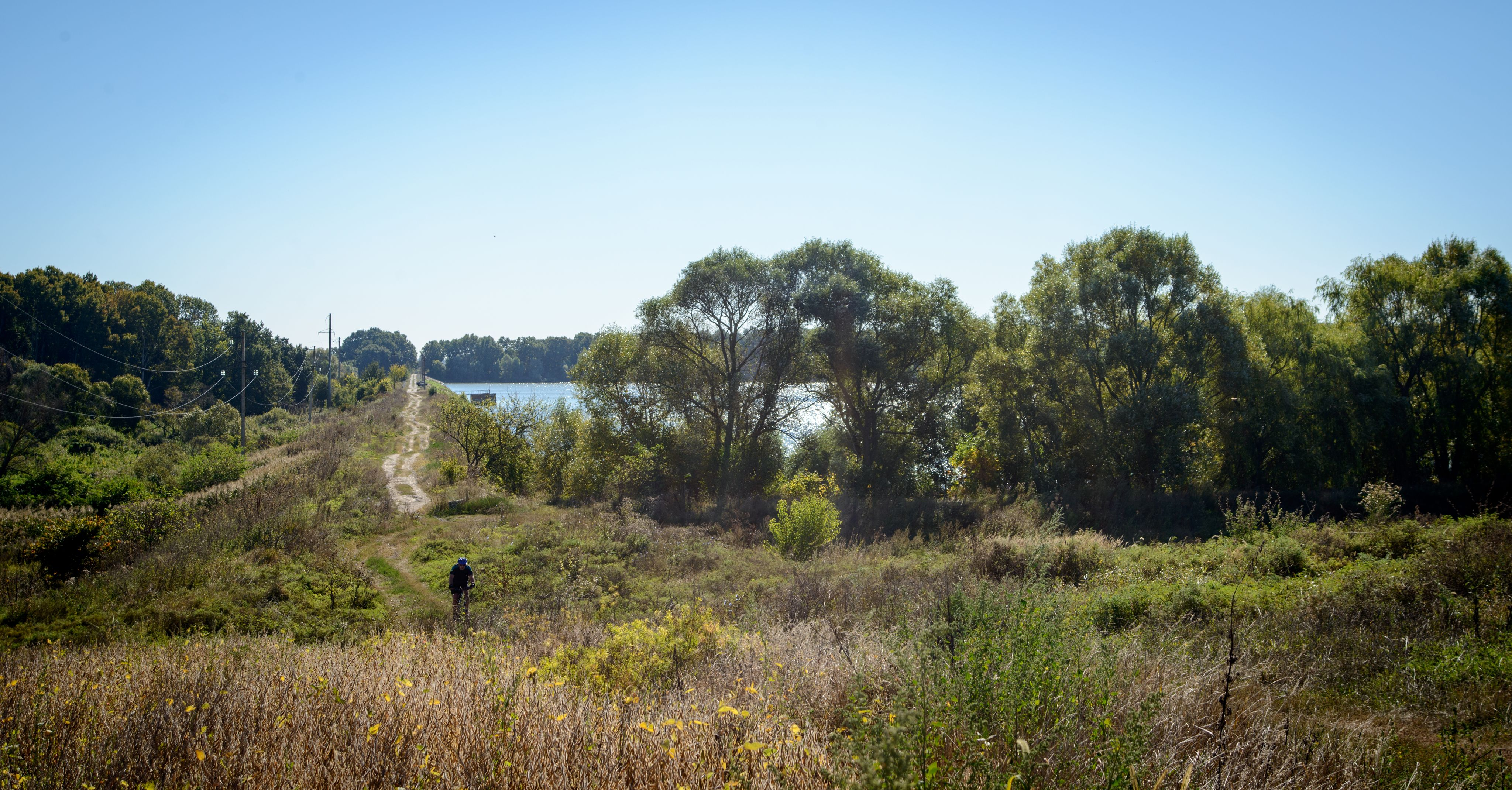
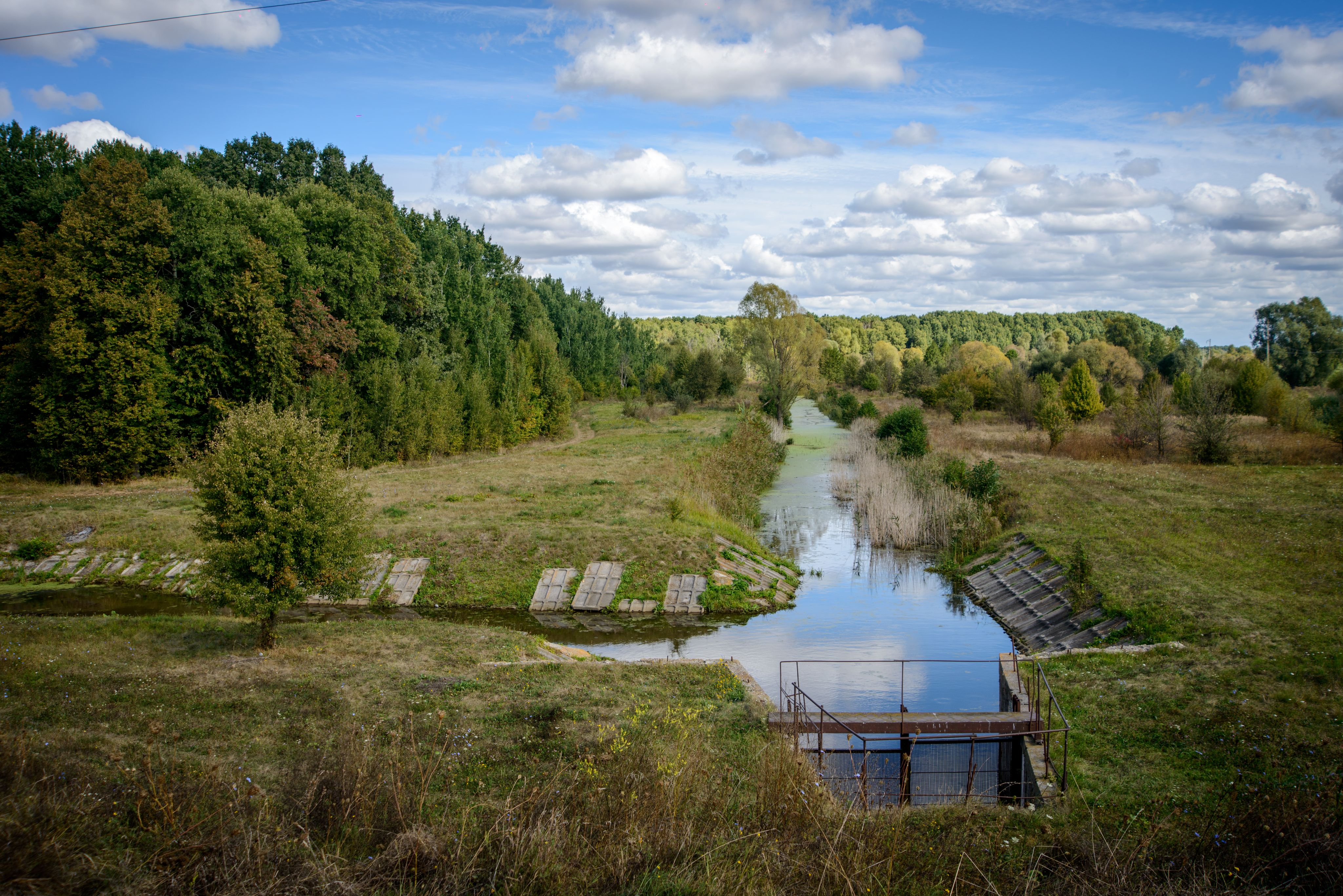
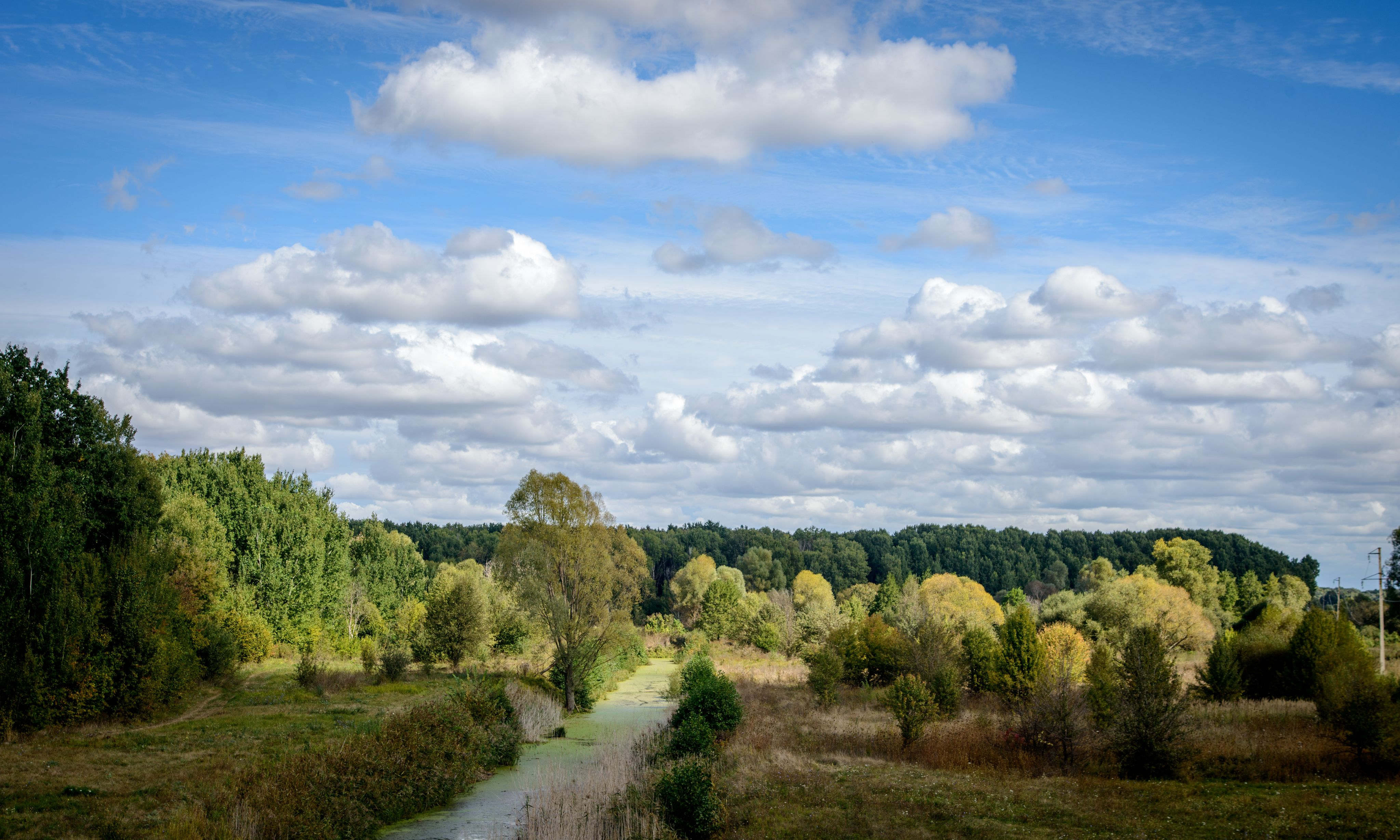
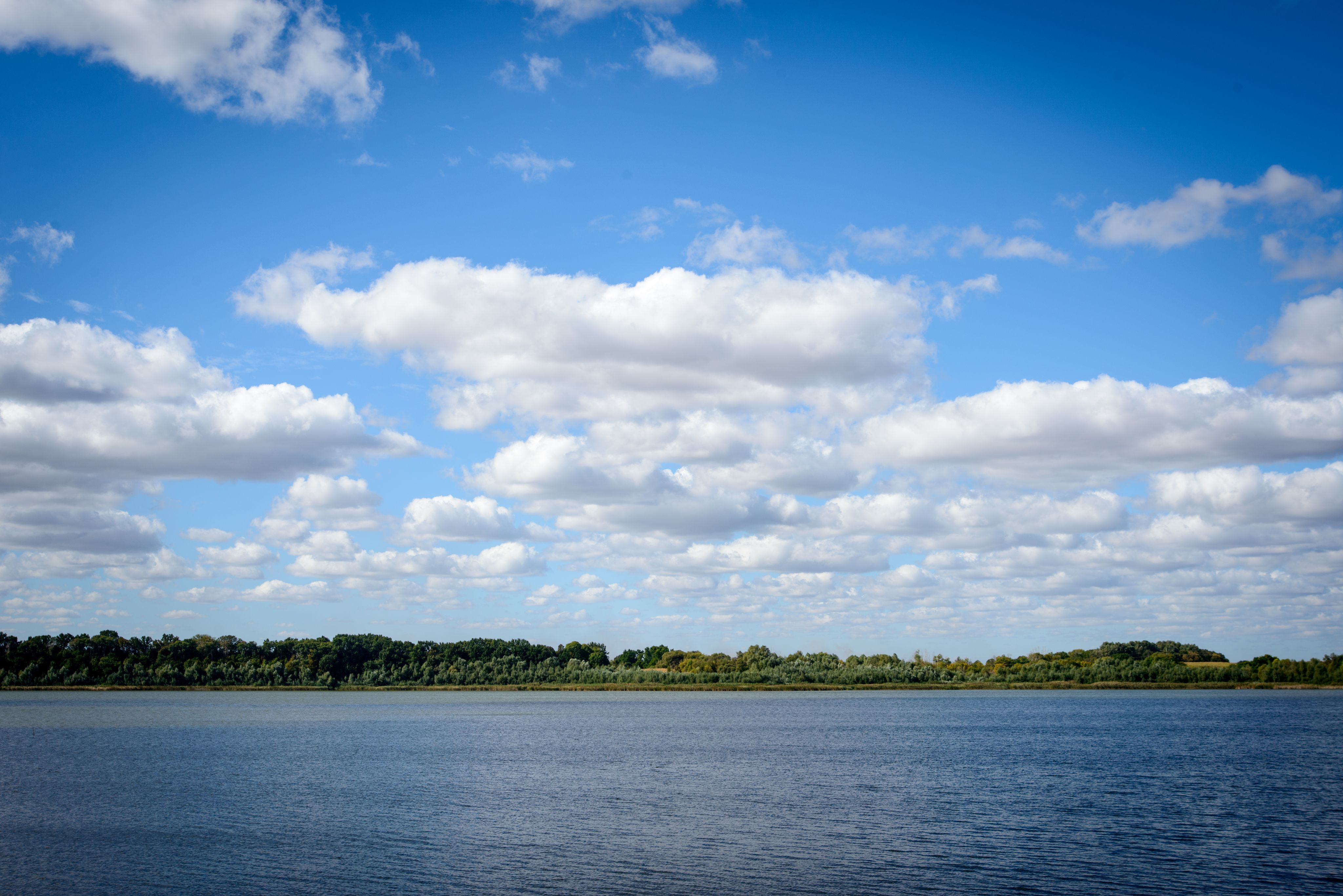
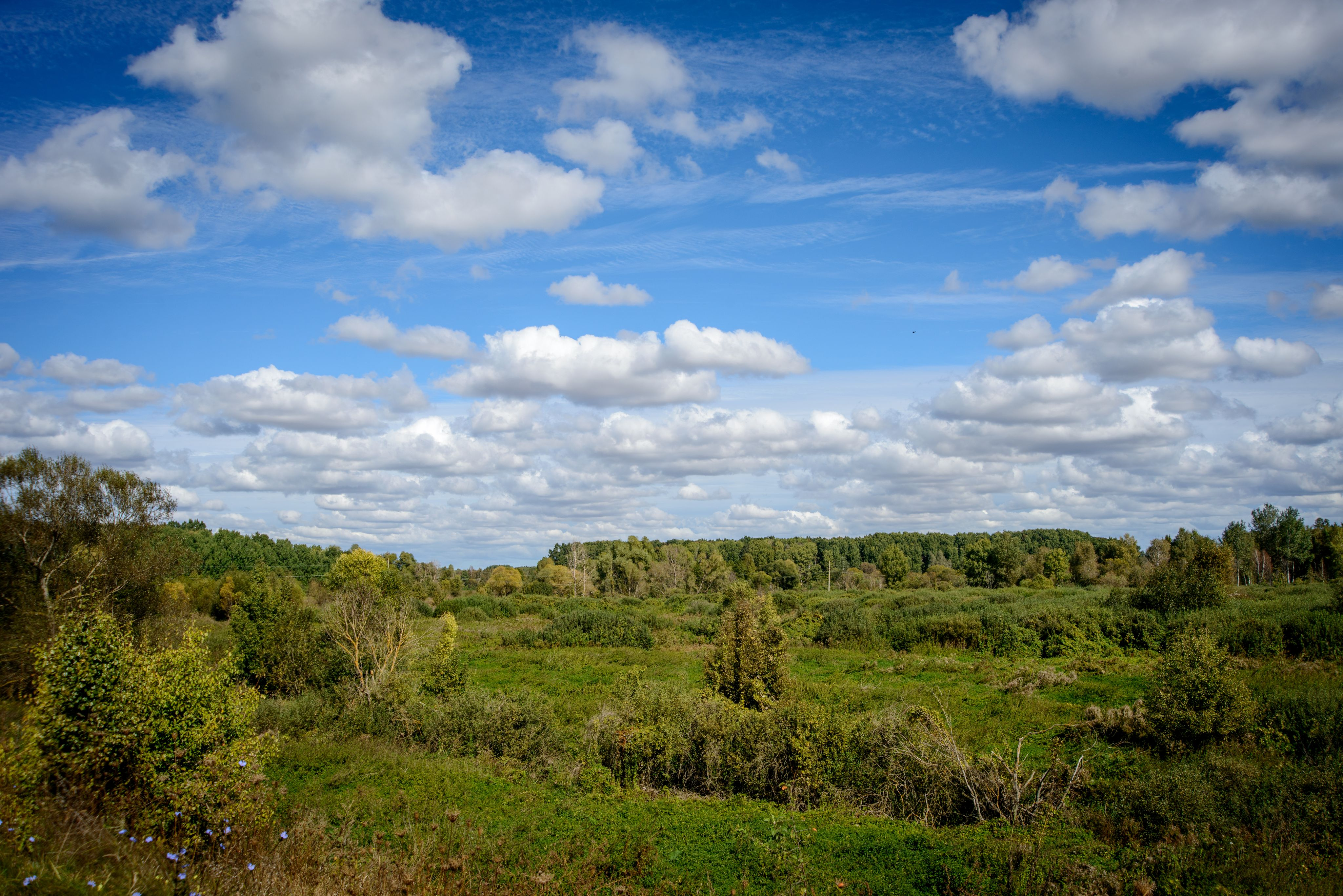
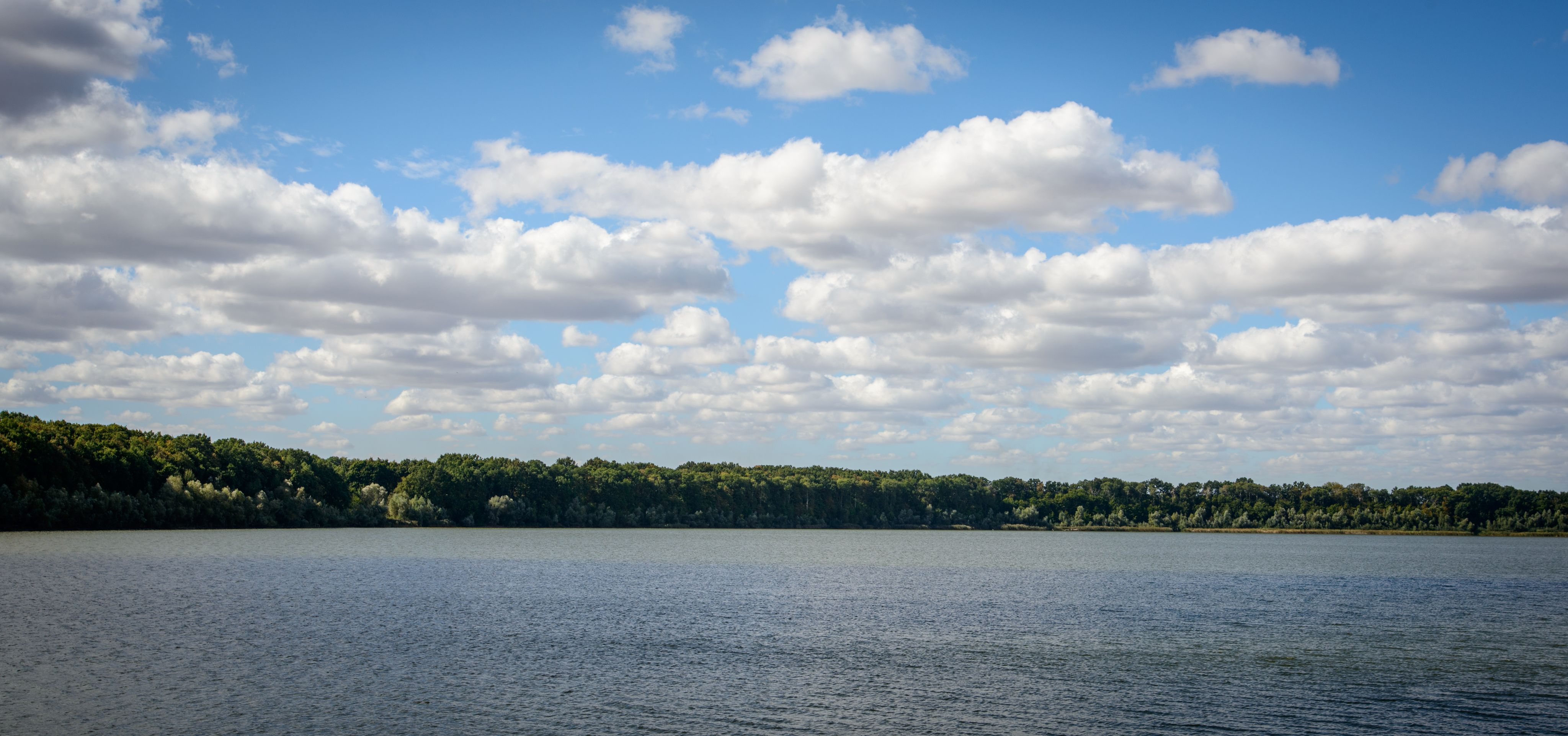
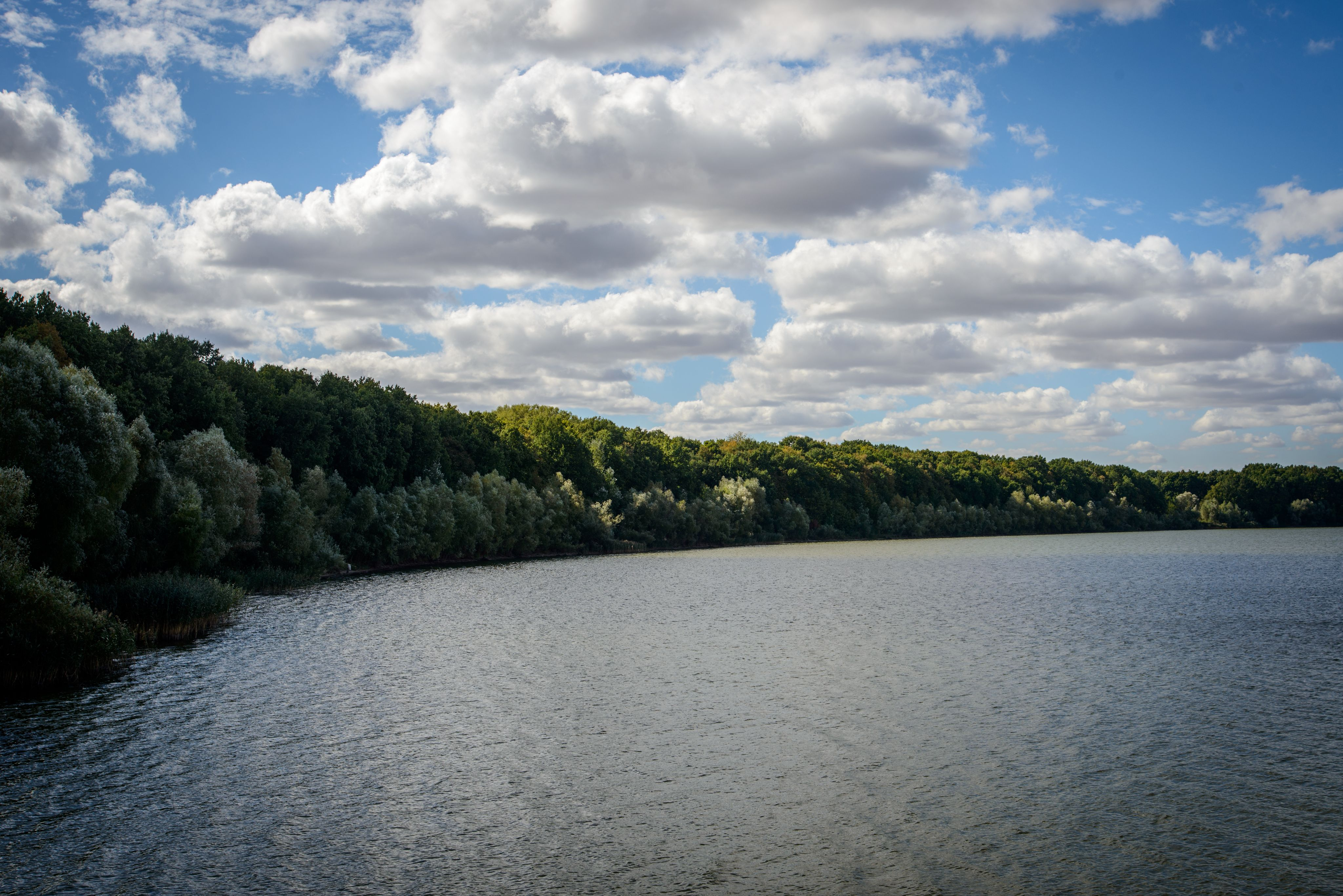
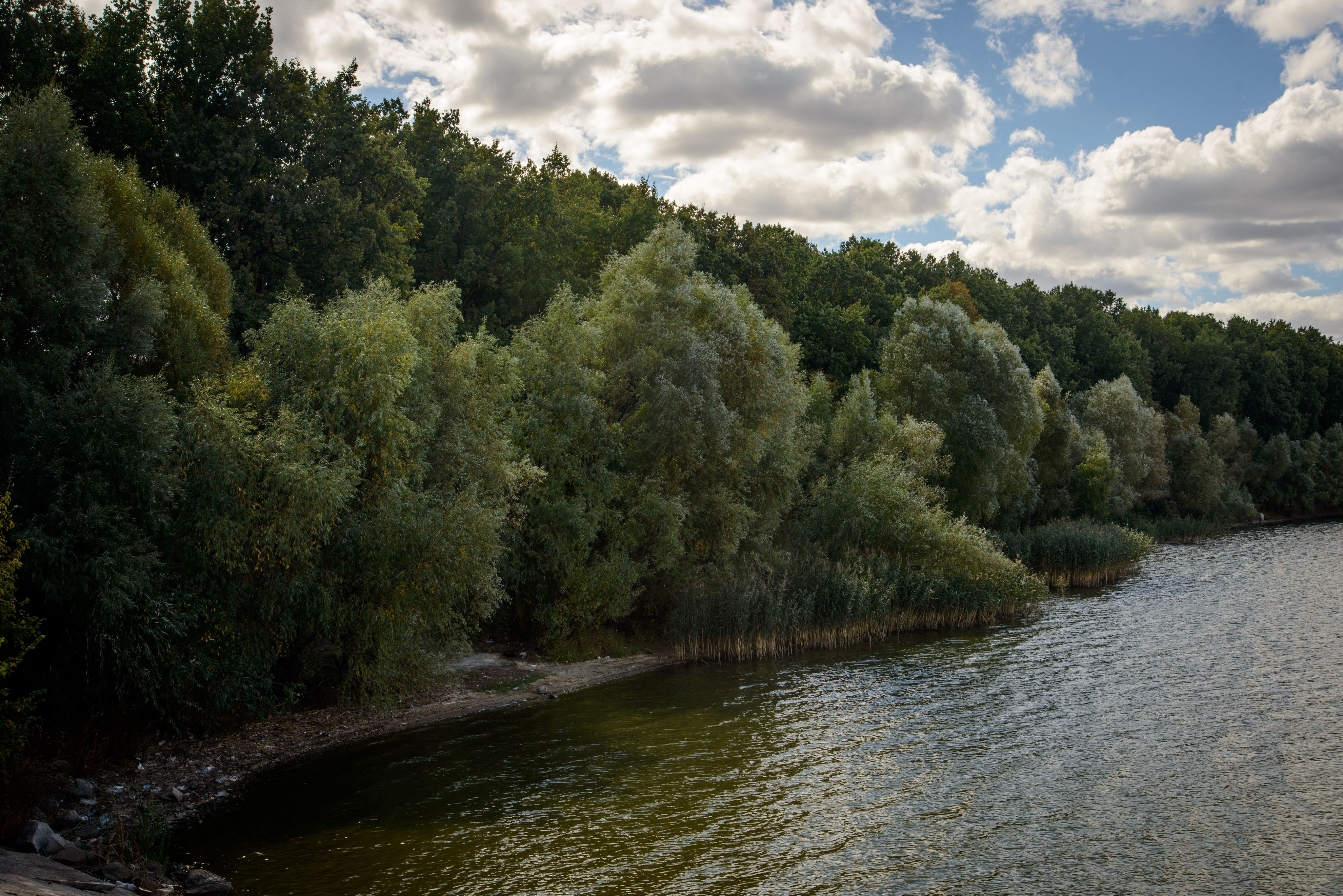
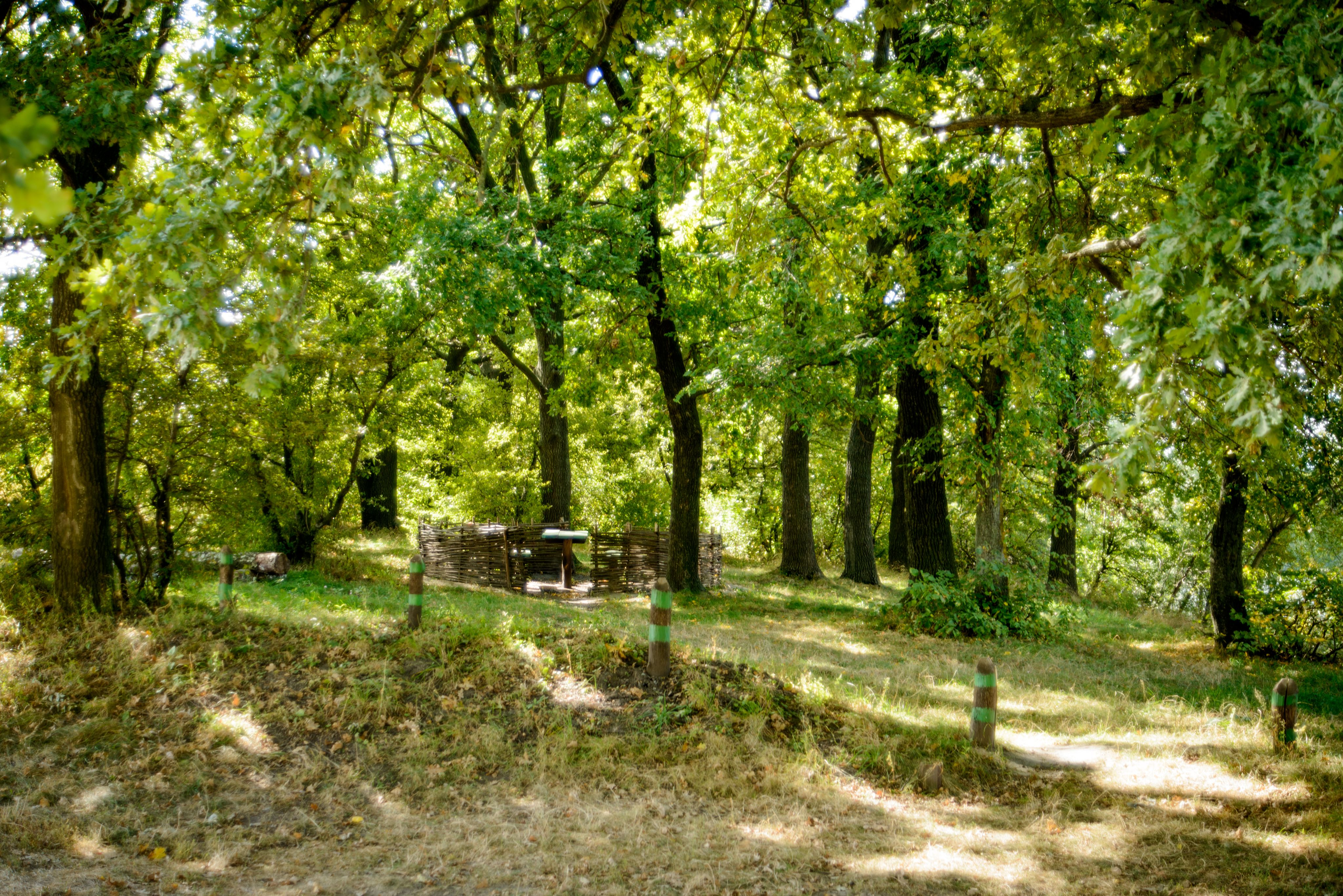
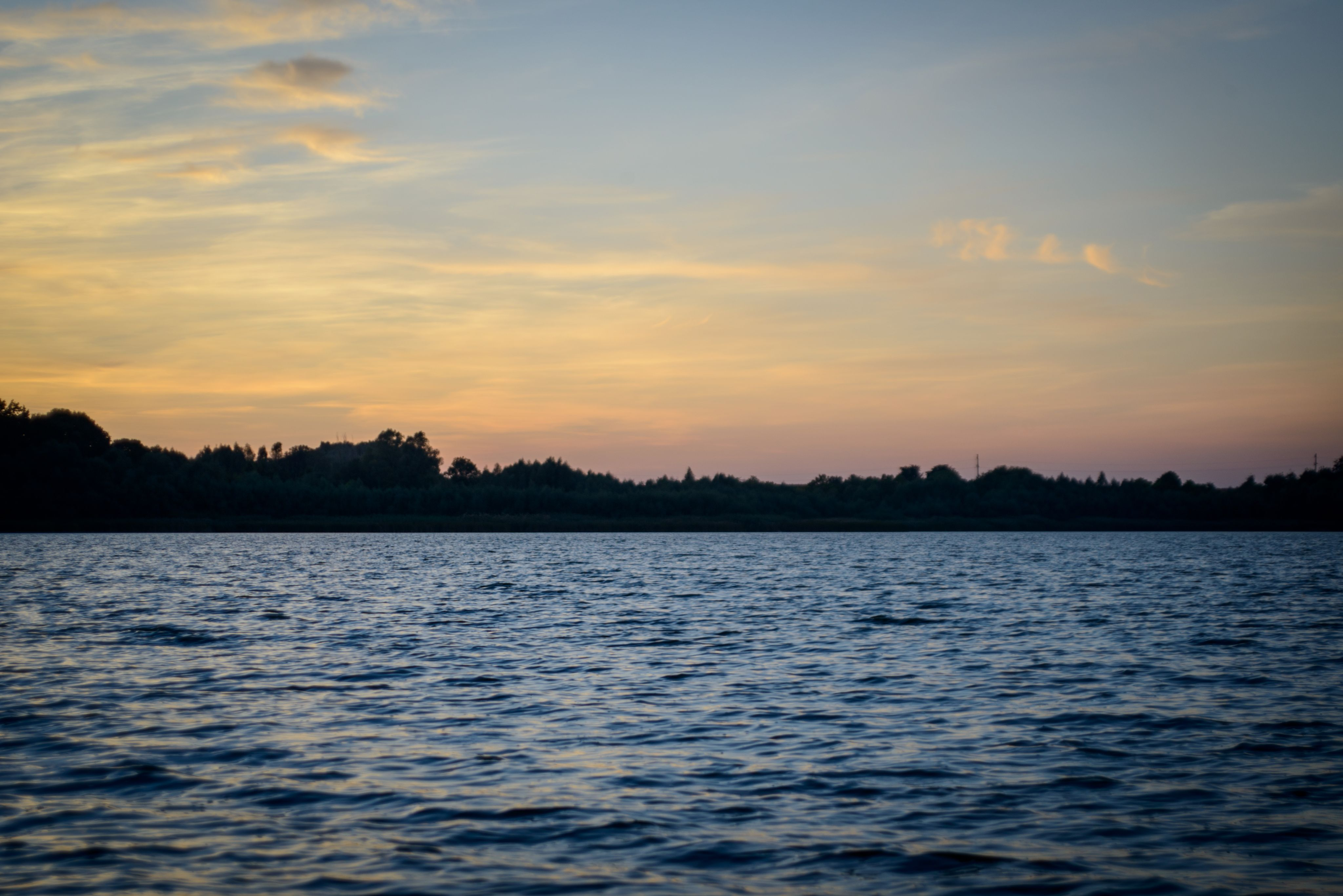
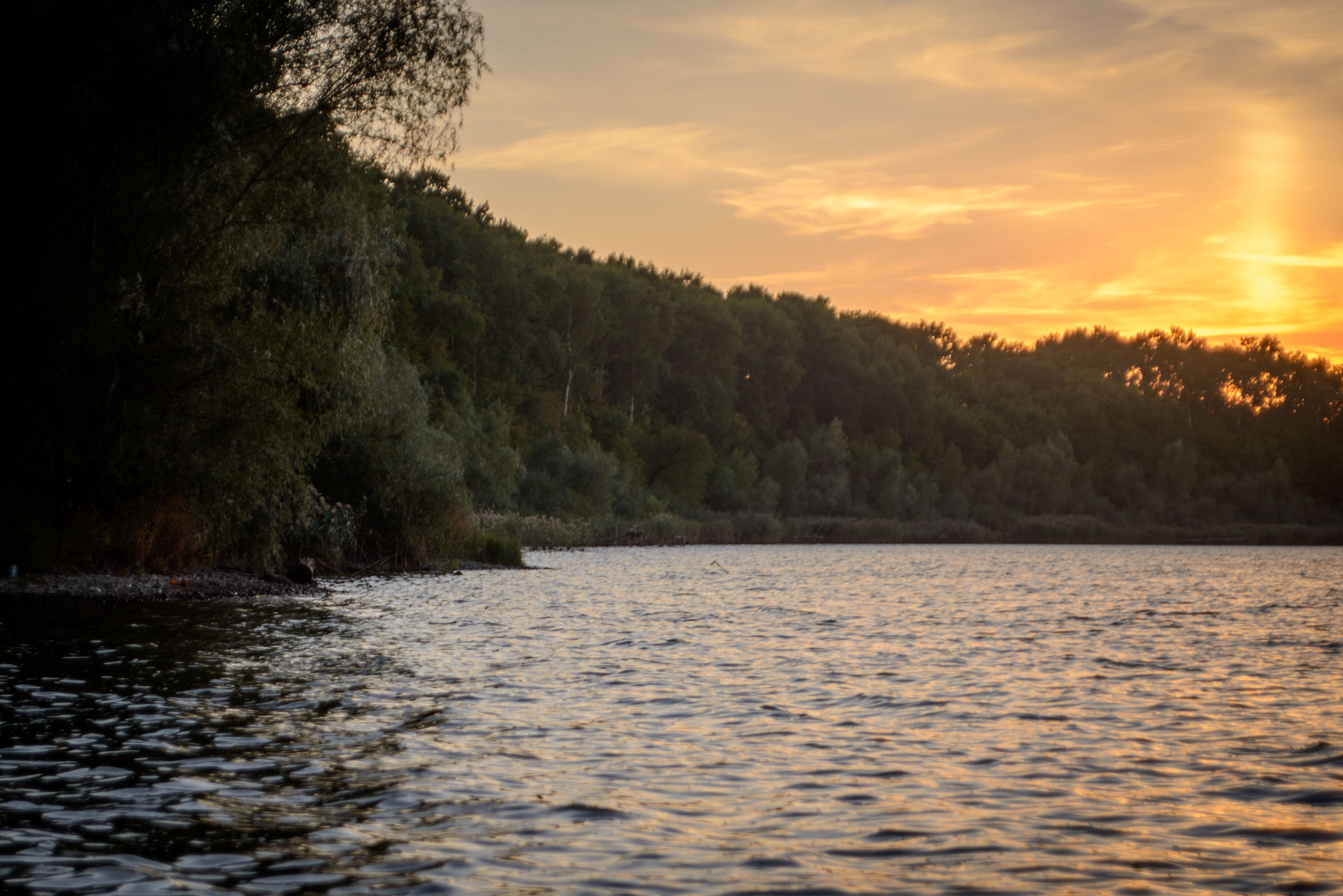
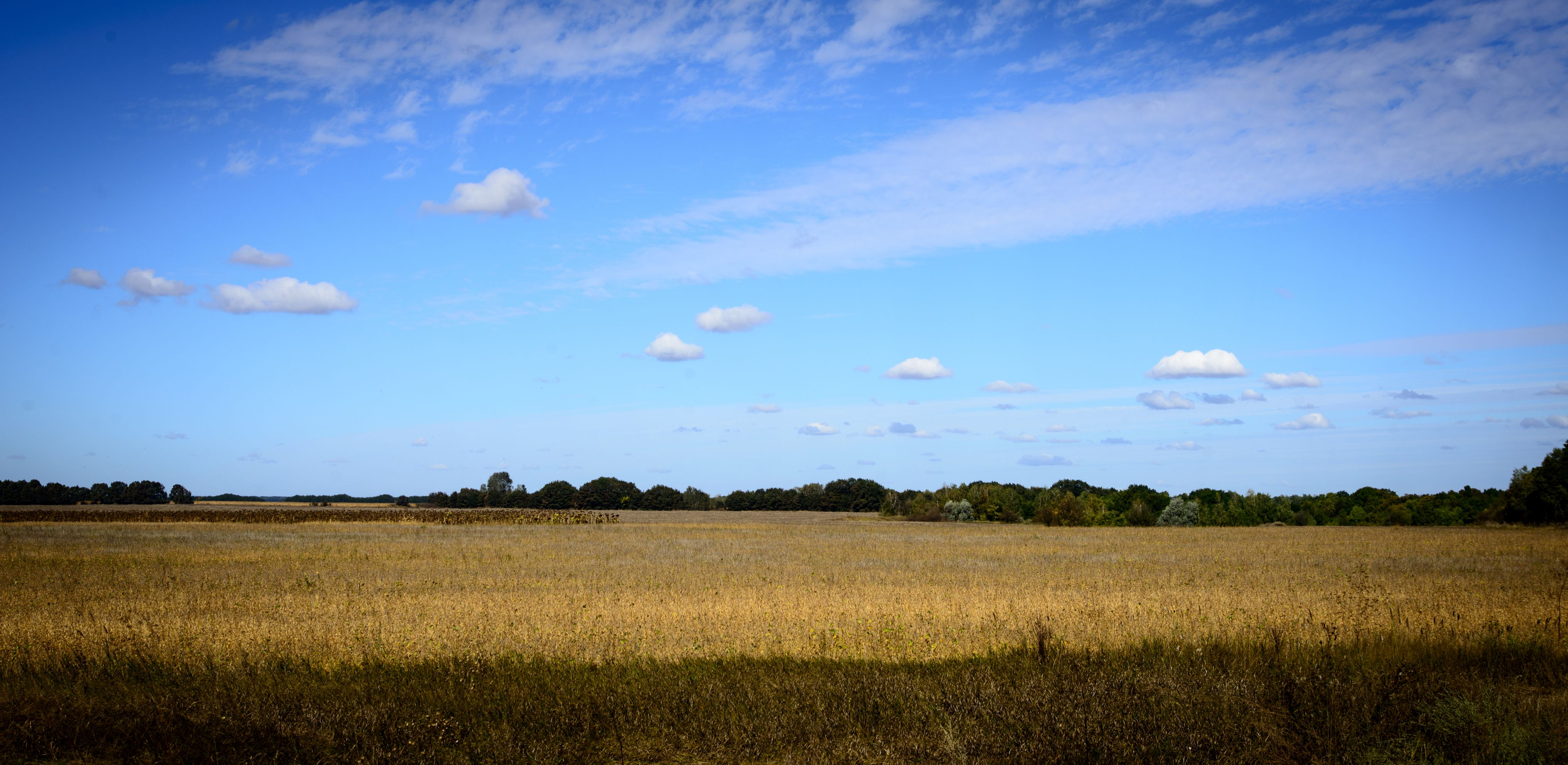
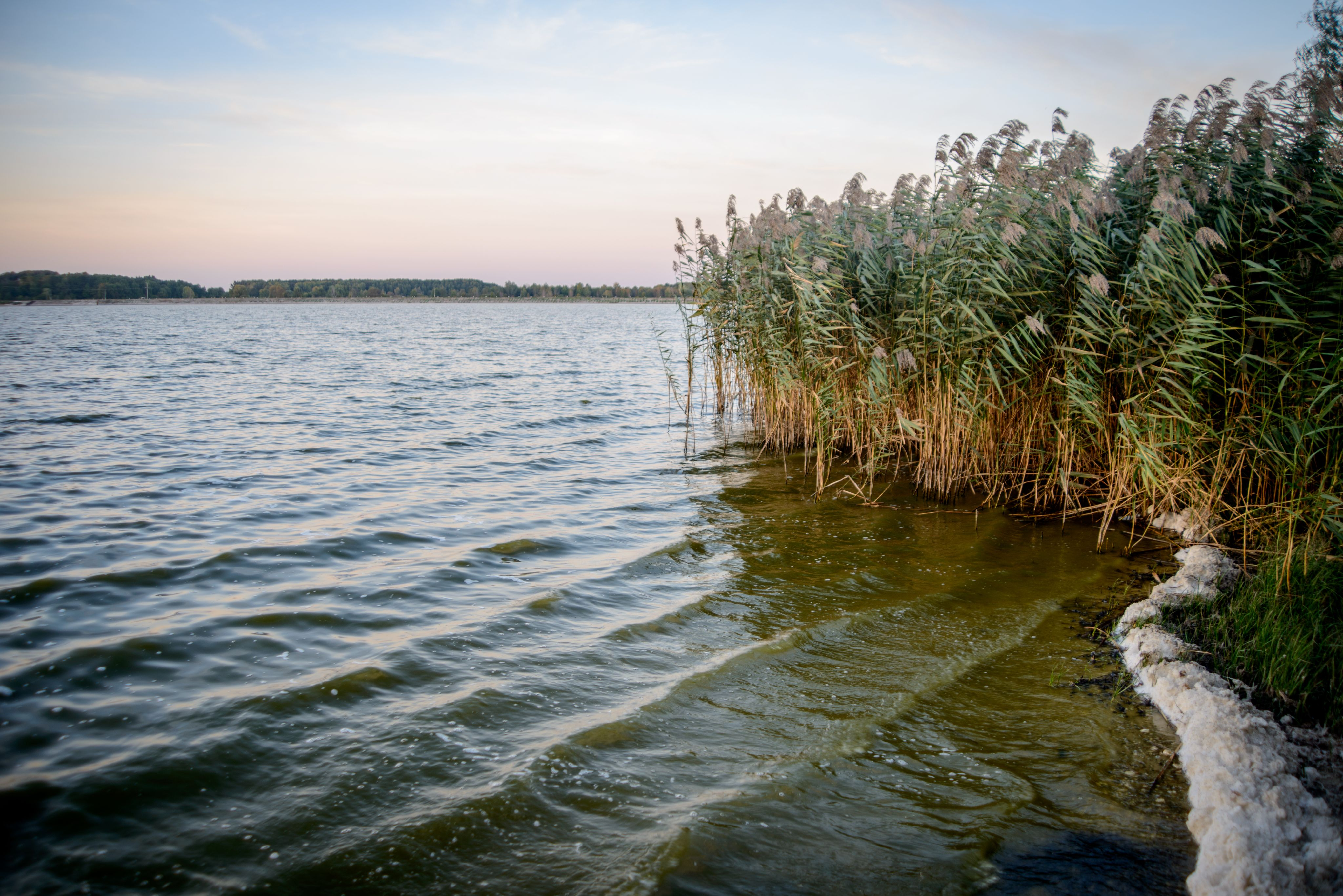